# Transducer
En komponent, som omdanner fra en energiform til en anden – eller kan give respons på en fysisk påvirkning – kaldes en transducer.

En transducer er i sin grundlæggende form en passiv komponent. Hvis komponenten er elektrisk, er den normalt 2-benet, dvs. at den har to tilledninger. Grunden er, at det kræver netop to ledninger for at formidle elektrisk strøm.
De fleste transducere kan også anvendes som sensorer, der også kan være aktive.
Eksempler på transducere fordelt efter de 2 energiformer:

## Elektrokemiske
- akkumulatorcelle
- battericelle
- Brændselscelle
- Omvendt brændselscelle
- Elektrolysecelle
- pH-måle probe, pH

## Elektromekaniske
- aktuator
- Cyklotron
- drejespoleinstrument, Galvanometer
- dynamo
- elektromotor, linear motor
- elektrisk generator
- Ionmotor (elektrisk → impuls)
- kontakt (elektrisk)
- MEMS
- omskifter (elektrisk)
- piezoelektrisk keramik
- piezoelektrisk kvarts
- potentiometer
- relæ
- SAW-filter (anvendes i mobiltelefoner og fjernsynsmodtager som mellemfrekvensfilter)
- strain gauge anvendes i vægt/kraftmålere
- varistor

## Termisk-mekaniske
- Varmekraftmaskine
  - Dampmaskine
  - Stirlingmotor
  - Varmepumpe
- Kompressor

## Termisk-kemisk
- Counter Rotating Ring Receiver Reactor Recuperator

## Kemisk-mekaniske
- Varmekraftmaskine
  - Dieselmotor
  - Ottomotor – f.eks. benzinmotor
- Raketmotor

## Elektroakustiske
- grammofon pick-up
- hydrofon
- højttaler
- mikrofon
- accelerometer
- piezoelektrisk keramik anvendes f.eks. i krystalørspropper, accelerometer og mellemfrekvensfiltre.
- piezoelektrisk kvarts anvendes i radiokrystaller, accelerometer og mellemfrekvensfiltre.
- Elektriske horn:
  - Bilhorn
  - Tågehorn

## Elektromagnetiske (nogle benytter også denfotoelektriske effekt)
- billedrør, cathode ray tube CRT
- lysstof eller fosfor
- fluorofor
- brødrister
- dc-squid
- Elektrisk modstand
- fotodetektor (LDR-modstand, fotodiode, fototransistor, solcelle...)
- glødelampe
- Gasudladningsrør (kviksølvdamplampe, lysstofrør, natriumdamplampe, neonlampe...)
- lysdiode
- radioantenne

## Elektromagnetiske (magnetisme)
- Hall element
- Reed-relæ
- YIG-filter

## Elektrostatiske
- Elektrostatisk motor
  - Elektrostatisk fluid accelerator
  - Elektrostatisk ion-motor
- Elektrostatisk generator
  - Vingeløs ionvind el-generator
  - Wimshurst-generator
- Elektrometer
- Elektrofor
- LCD-skærm
- TFT-skærm

## Elektrotermiske
- NTC modstand
- Peltier element
- PTC modstand
- termistor

## Mekanisk-akustiske
- accelerometer
- Mange musikinstrumenter
  - Tromme
  - Trompet
  - Saxofon
  - Tuba
  - Harmonika

## Andre
- Geiger-Müller-rør anvendes til måling af radioaktivitet.
- Vandmølle
- Vindmølle
- Kernereaktor